# Белоснежка (Дисней)
Белоснежка (англ. Snow White, нем. Schneewittchen) — вымышленный персонаж и главная героиня первого полнометражного мультфильма студии Уолта Диснея «Белоснежка и семь гномов», снятого в 1937 году по мотивам одноимённой сказки братьев Гримм. Также Белоснежка является первой официальной диснеевской принцессой и самой юной из них: ей 14 лет.
Созданная Уолтом Диснеем Белоснежка была анимирована Гамильтоном Ласке и Альбертом Хуртером.
Белоснежка — юная принцесса вымышленного германского королевства. Очень красивая, милая и добрая. Пряталась от своей злобной мачехи-королевы, у семи гномов. Позже вышла замуж за принца Фердинанда. По происхождению немка.
В оригинальном фильме героиня была озвучена актрисой Адрианой Каселотти, в настоящее время её озвучиванием занимается актриса озвучивания Кэтерин Ван Тилл.

## Создание персонажа

### Образ
Первоначальные эскизы Белоснежки были разработаны аниматором Гримом Нэтвиком, ранее работавшем на студии «Fleischer Studios», но они не соответствовали ожиданиям Уолта Диснея, поскольку героиня была очень похожа на мультипликационную героиню Бетти Буп, или же выглядела как карикатура на актрису СейЗу Питтс. Также, в некоторых ранних эскизах, Белоснежка была показана блондинкой, что не соответствовало оригинальной сказке. Тогда аниматор Гамильтон Лаксе, по просьбе Уолта Диснея постарался создать для неё реалистичную, и в то же время сказочную, и не достаточно убедительную внешность, такую как у Персефоны из мультфильма «Богиня Весны» (англ. The Goddess of the Spring, 1934). Тогда Уолт назначил Ласке ведущим аниматором для Белоснежки, а начал он с проектирования глаз и губ героини.
Для Белоснежки была использована живая модель. Ею стала выбранная из 200 претенденток, танцовщица Марджори Селеста Белчер, дочь Эрнеста Белчера, учителя в одной из танцевальной школ, которая позднее стала живой моделью для Синей Феи в мультфильме Пиноккио.
Живой моделью для принцессы также была Бетти Кимпбэлл — жена аниматора Уорда Кимпбэлла, которая заменяла Марджори во время съёмок.

### Озвучивание
Уолт Дисней хотел найти на роль Белоснежки актрису со сказочным, несколько детским голосом, но поиски были довольно трудными. Пробы на роль Белоснежки прошли около 150 девушек, включая известных актрис, среди которых была актриса и певица Дина Дурбин, но ей в итоге было отказано, так как самому Диснею голос девушки показался слишком взрослым. Но в конце концов, в сентябре 1935 года Уолт Дисней выбрал на роль Белоснежки молодую певицу Адриану Казелотти.
Однажды ассистент Диснея по подбору актёров позвонил своему знакомому преподавателю вокала и музыки Гвидо Казелотти, с жалобами на то, что в Голливуде уже нет поющих девушек. Казелотти хотел предложить отправить на прослушивание своих лучших учениц, но оказалось, что его 20-летняя дочь Адриана подслушивала разговор по другому телефону в доме. Она спела в трубку и продемонстрировала свой звонкий девичий голос. Её отец смутился и приказал дочери отойти от телефона, но кастинг-директору понравился голос девушки и он пригласил её на пробы.
Вскоре студия Disney заключила многостраничный контракт с Адрианой Казелотти: ей запрещалось петь в кино или на радио до выхода фильма, взамен девушка получила 970 долларов, а её голос стал одним из самых узнаваемых в Америке 40-х.

## Фильмы

### «Белоснежка и семь гномов»

Белоснежка в образе служанки

Белоснежка живёт со своей злобной мачехой-королевой, которая хочет быть самой красивой женщиной на свете. Королева боялась, что Белоснежка затмит её своей красотой, и потому одевала принцессу в лохмотья и заставляла работать служанкой. Но несмотря ни на что Белоснежка всегда оставалась доброй и милой.
Однажды волшебное зеркало королевы, у которого она всегда спрашивала, красивей ли она всех на свете, сказало: «Белоснежка прекрасней всех!». Мачеха приходит в ярость и приказывает своему охотнику отвести Белоснежку в лес и зарезать, а в доказательство её смерти принести ей сердце падчерицы в ларце. На следующее утро охотник отводит принцессу в лес и пытается убить, но он не в силах этого сделать, и рассказывает обо всём Белоснежке. Тогда девушка убегает далеко в лес, где встречает милых зверушек, которые приводят её к маленькому домику, стоящему глубоко в лесу. Там они наводят порядок, а вечером Белоснежка знакомится с семью гномами: Умником, Ворчуном, Весельчаком, Скромником, Соней, Чихуном и Простачком. Хозяева соглашаются оставить принцессу у себя, и весь оставшийся вечер они празднуют и танцуют.
На следующее утро гномы уходят работать в шахту, и Белоснежка остаётся одна, а спустя некоторое время к ней приходит старуха-нищенка, которая даёт ей яблоко. Принцесса даже не подозревает, что мачеха и убогая странница одно и то же лицо, откусывает кусочек, и падает замертво (по замыслу злой королевы, благодаря яду в яблоке она погрузилась в летаргический сон, и гномы должны будут «похоронить девушку заживо»). Колдунья уже собиралась уходить, как вдруг появляются гномы, и загоняют её на вершину скалы. Неожиданно в скалу бьет молния, и королева падает в пропасть. Вернувшись домой, гномы находят бездыханную Белоснежку и кладут её на кровать. Так и не решившись похоронить свою подругу в земле, они создают из стекла и золота гроб, и кладут в него Белоснежку.
Однажды по лесу проезжал принц Фердинанд, который повсюду искал Белоснежку. Услышав про девушку, спящую в хрустальном гробу, тут же отправился её искать. В ней он узнаёт свою возлюбленную, и целует её, и Белоснежка просыпается. Затем принц увозит девушку в своё королевство, где они женятся и живут долго и счастливо.

## Другие появления
«Мышиный дом»
Белоснежка появляется в качестве приглашённого гостя в ночной клуб Микки Мауса «Мышиный дом», вместе с остальными персонажами фильма. Здесь она играет малозначительную роль.
«Кто подставил кролика Роджера»
Белоснежка появляется в качестве камео в фильме Кто подставил кролика Роджера, и играет здесь незначительную роль.
«Король Лев 3»
Белоснежка появляется в качестве камео в фильме Король Лев 3: Хакуна матата, в конце вместе с семью гномами.
«Ральф против интернета»
Белоснежка появлялась в сцене со всеми принцессами. Позже она помогала вместе с другими диснеевскими принцессами спасать Ральфа. Именно в платье Белоснежки приземлился Ральф чтобы спастись.
«Однажды в студии»

### «Kingdom Hearts» и другие видеоигры
Белоснежка (яп. 白雪姫) появляется в серии игр Kingdom Hearts, как одна из принцесс Сердец. Она появляется в первой игре серии как одна из захваченных колдуньей Малефисентой, Принцесс Сердец. Позднее она появляется в игре Kingdom Hearts Birth by Sleep, в игровой вселенной под названием «Dwarf Woodlands».

### «Однажды в сказке»
В американском сериале «Однажды в сказке», Белоснежка появляется в качестве главного персонажа. Здесь её роль играет актриса Джиннифер Гудвин.

## Родственники
- Король (англ. The King) — отец Белоснежки, женился на злой и бессердечной женщине. Предположительно погиб во время войны в соседнем королевстве (в фильме не упоминается).
- Королева (англ. The Queen) — мать Белоснежки. Умерла через год после рождения дочери (в фильме не упоминается).
- Злая королева (англ. The Evil Queen) — мачеха Белоснежки. Вступила на престол после смерти её матери. Самовлюблённая женщина, ревнивая, коварная и жестокая. Мечтает быть красивее всех на свете. Желая осуществить свою мечту, она решает избавиться от падчерицы, приказав охотнику убить девушку и принести её сердце. Однако же, обман раскрывается, и злодейка берёт дело в свои руки. Превратившись в уродливую старуху, она угостила принцессу яблоком и девушка уснула «смертным сном». Но плану злой королевы не суждено осуществиться. За ней гонятся гномы и заманивают её в тупик. В скалу попала молния, и колдунья погибла, упав с обрыва в пропасть[47].
- Принц (англ. The Prince) — возлюбленный Белоснежки. Проезжая мимо замка королевы, юноша услышал голос принцессы и, забравшись на стену, он увидел девушку и влюбился в неё с первого взгляда. Именно он спас принцессу от заклятья злой колдуньи поцелуем истинной любви, и увёз девушку с собой в замок[47].

## Парки развлечений Disneyland
Белоснежка также появляется вместе с остальными персонажами в Диснейленде, как персонаж аттракционов, так и в исполнении артистов. В Диснейленде существовал аттракцион посвящённый Белоснежке, под названием «Snow White’s Scary Adventures», рассказывающий историю Белоснежки, открытый в 1955-м году. Аттракцион был закрыт 31 мая 2012 года, из-за расширения Magic Kingdom. Осенью 2012 года, Белоснежка и другие диснеевские принцессы станет героиней аттракциона «Princess Fairytale Hall» в Диснейленде, в «Волшебном королевстве», заменяющий аттракцион «Snow White’s Scary Adventures».

## Отзывы

### Положительные
- Джон С. Флинн из журнала Variety дал весьма позитивный обзор говоря что «Белоснежка является воплощением девичьей нежности и доброты»[62].
- Сэнди Анджуло Чен из компании Common Sense Media дала весьма положительный и позитивный обзор о Белоснежке говоря: «Белоснежка хоть не такая храбрая как Мулан, не такая интеллигентная как Белль, и не такая талантливая как Ариэль, она как и Золушка самая милая из Принцесс Диснея». Однако, она забыла упомянуть, что к реальным девушкам это не относится, чтобы ждать принца, который придёт к ним на помощь, в отношении к песне «Someday My Prince Will Come»[63].
- TV Guide высоко оценил Белоснежку, сказав что её самая главная сторона, это её голос и что она является «самой любимой героиней многих мастеров кино анимации»[64].

### Негативные
- Роджер Эберт из газеты Chicago Sun-Times дал более негативный обзор, полагая, что Белоснежка мало вдохновляет других, также заявив, что Белоснежка — «немного занудлива», и добавил, что «вдохновение Диснея было не в создании Белоснежки, а в создании её мира»[65].
- Дессон Томпсон из газеты The Washington Post дал довольно негативный обзор о Белоснежке: «Белоснежка может быть и проста, но она не имеет недвижимости, и является довольно озабоченной по отношению к домашней уборке и разговорами с животными»[66].

### Признание торговой маркой

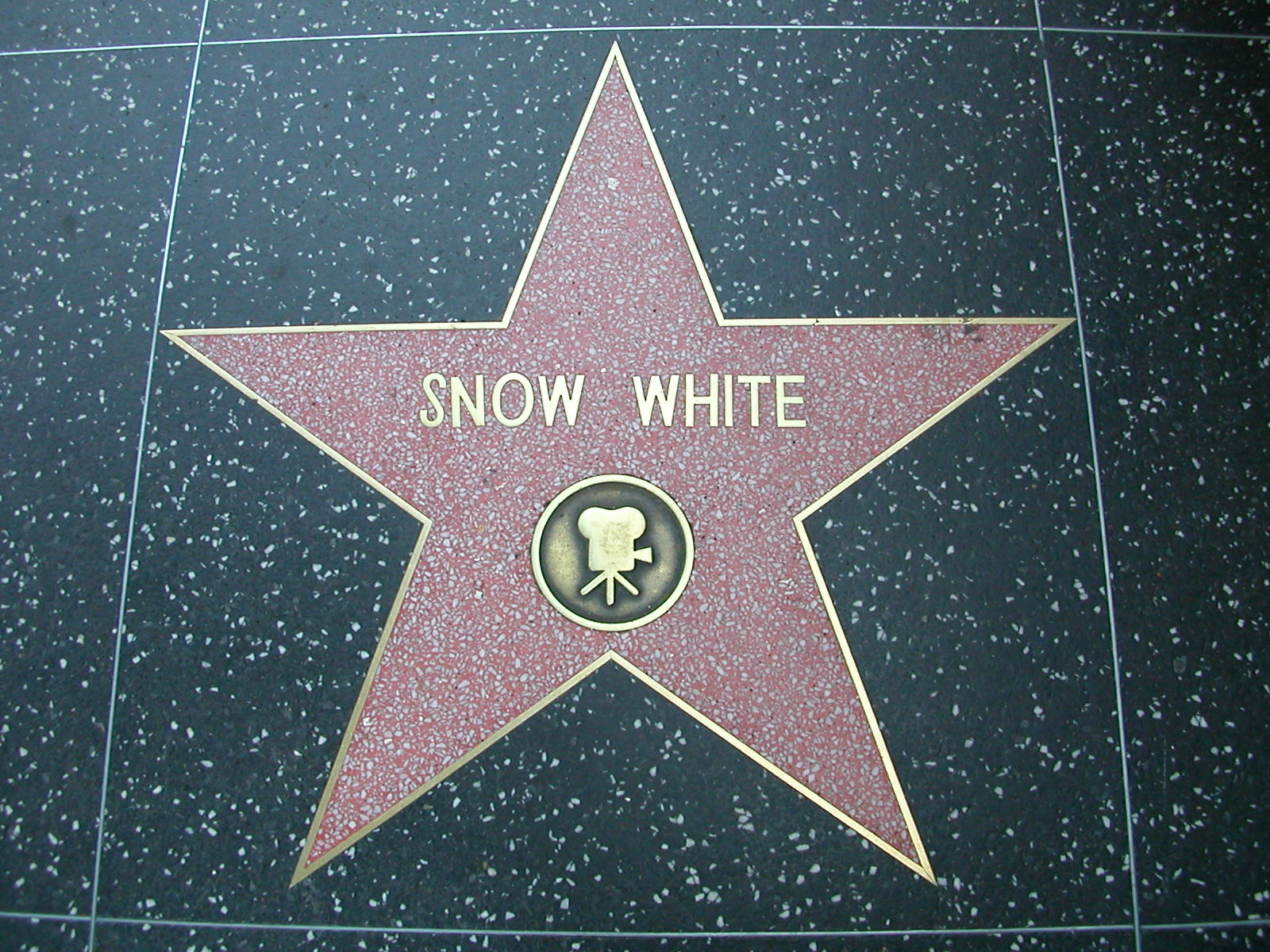
Звезда Белоснежки на «Аллее Славы»

Компания Walt Disney подала 19 ноября 2008 года заявку в комиссию США по патентам и товарным знакам, о признании имени «Белоснежка» торговой маркой, которая будет охватывать игровое и анимационное кино, телевидение, радио, эстрадные номера, компьютерные программы, интернет, новости, развлечения и фотографии. Исключение составит художественные литературные произведения и публицистика.

## Награды
В 1987 году Белоснежка получила звезду на «Аллее славы» в Голливуде.
Для вручения Премии американской киноакадемии, в качестве шутки, были изготовлены одна большая статуэтка — Белоснежке, и семь маленьких — каждому гному.